# Tabanus nexus
Tabanus nexus är en tvåvingeart som beskrevs av Walker 1856. Tabanus nexus ingår i släktet Tabanus och familjen bromsar. Inga underarter finns listade i Catalogue of Life.